# Rilland-Bath

Wapen van Rilland-Bath

Vlag van Rilland-Bath

Rilland-Bath is een voormalige gemeente in de Nederlandse provincie Zeeland.
De gemeente ontstond in 1878 als samenvoeging van de gemeenten Rilland (of Rilland en Maire) en Fort Bath (of Fort Bath en Bath) en werd opgeheven op 1 januari 1970. Samen met de gemeenten Krabbendijke, Kruiningen, Waarde en Yerseke ging het toen deel uitmaken van de nieuwgevormde gemeente Reimerswaal.
De gemeente omvatte de kernen Rilland (bestuurlijk centrum), Bath, Stationsbuurt, waar zich het spoorwegstation Rilland-Bath bevindt en het Völckerdorp, het meest oostelijke gelegen gehucht van Zeeland.
Tussen 1946 en 1951 functioneerde  kamp 'De Witte Driehoek' in Rilland-Bath als interneringskamp. Onder anderen de Duitse sympathisant Reimond Kimpe werd er enige tijd geïnterneerd.

## Geboren
- Christiaan Wisse (1915-1976), verzetsstrijder
- Ruud Koole (1953), hoogleraar politieke wetenschappen en politicus
- Josephus Abraham de Goffau (1906-1953), burgemeester te Rilland-Bath